# 内田恭子
内田 恭子（うちだ きょうこ、1976年（昭和51年）6月9日 - ）は日本のフリーアナウンサーで、元フジテレビアナウンサー。神奈川県横浜市港北区出身。

## 経歴
父親の赴任先である西ドイツ・デュッセルドルフで生まれる。「杏子」と命名する意向だったが「杏」が当時人名用漢字になく、やむをえず「恭子」と命名。2歳で日本に神奈川県横浜市港北区へ帰国した事も有りドイツ語は全く話せない。兄がいる。
小学校5年から高校2年生まではアメリカ・シカゴで生活。ワルデン小学校（Walden Elementary School）卒業。
イリノイ州デアーフィールド高等学校から神奈川県立外語短期大学付属高等学校へ編入、港南台にある学習塾学友会を経て慶應義塾大学商学部入学/卒業。
シカゴ双葉会日本語学校（補習校）の同期にはTBSテレビの豊田綾乃・元日本テレビの小野寺麻衣がいる。
1999年、フジテレビに入社。同期アナウンサーは大橋マキと長谷川豊。『プロ野球ニュース』の終了および先輩アナの荒瀬詩織、宇田麻衣子、同期の大橋の退社に伴い、2001年4月から5年間同局のスポーツ番組『感動ファクトリー・すぽると!』のキャスターを務める。
また、入社当初はフィールドキャスターも務め、報道の分野で経験を積んだ。
同局の看板アナウンサーとして活躍したが、2003年春から交際中の吉本興業社員で浜田雅功（ダウンタウン）の元マネージャー木本公敏と2006年1月10日に婚約し同年3月31日に同社を退社、7月に結婚。その後はフリーとして活動している。2010年4月12日に第1子となる男児を出産、2012年8月には、第2子の妊娠を自身のブログで報告し、同年11月26日放送の情報番組『渋谷LIVE! ザ・プライムショー』の生放送をもって2013年3月までの予定で産休に入り、同年1月10日、男児を出産したことを自身のブログで報告した。
この産休からの復帰後は、従来通りフリーアナウンサーとしてテレビなどでの司会・ナレーターを行うとともに、2014年にはNHK大河ドラマ『軍師官兵衛』に出演（後述）。内田にとっては2度目の女優業、かつ初の時代劇出演となった。
2023年、東京を中心に認可保育園を運営する「KIDS SMILE HOLDINGS」社外取締役に就任。

## エピソード
- 日本テレビより同局が2006年10月に放送開始した報道番組『NEWS ZERO』の初代キャスターを打診されたが、『NEWS ZERO』と放送時間が重複するバラエティ番組『タモリのジャポニカロゴス』とトーク番組『グータンヌーボ』に2006年10月以降も出演継続のため断ったとされる。退社後丸2年間は同局系列以外のテレビ番組には出演していなかった。その後、自身初のエッセー本『チョコレートと犬とベッド』を発売するのを機に他局へのテレビ出演をついに解禁することとなった（ラジオは2007年春からTOKYO FMでレギュラー番組を持っている）。テレビにおける他局初出演は、2008年6月7日放送の『オーラの泉』（テレビ朝日）（レギュラー番組では10月19日開始のMBSの『地球感動配達人 走れ!ポストマン』）。
- 2008年4月23日に東京ディズニーシーで行われた母校である慶應義塾創立150年記念のイベントではかつての上司の福井謙二と司会を務めた。
- 元TBSアナウンサーの海保知里やテレビ東京アナウンサーの水原恵理は就職活動時からの友人で、アナウンサー同期でもある。
- 1年後輩の千野志麻はフジテレビアナウンサー時代からの友人で、結婚式では元上司の露木茂とともに司会を務めた（千野の結婚式には日枝久や村上光一などフジテレビ幹部やかつての同僚アナウンサーが出席した）。
- 夫との出会いは『ジャンクSPORTS』（前述のように内田と共演していた浜田雅功の担当マネージャーだった）。退職に当たって当時の村上社長からは「深夜のスポーツニュースから勇退するのはやむをえないが、『ジャポニカロゴス』などは出続けてくれ」と結婚退職を惜しまれた。

## 受賞
- 2002年、第18回FNSアナウンス大賞新人部門部門賞受賞。

## 主な出演

### 過去の出演番組（フジテレビアナウンサー時代）
報道・情報番組
| 期間          | 期間          | 番組名                               | 役職                 | 担当日             |
| ------------- | ------------- | ------------------------------------ | -------------------- | ------------------ |
| 1999年7月1日  | 2001年3月30日 | FNNスーパーニュース                  | フィールドキャスター | 平日               |
| 2001年4月2日  | 2003年3月29日 | すぽると!                            | パートナー担当       | 月・水・金・土曜日 |
| 2003年3月31日 | 2004年3月25日 | すぽると!                            | パートナー担当       | 月～木曜日         |
| 2003年4月5日  | 2004年3月27日 | 感動ファクトリー・すぽると!&ニュース | メインキャスター     | 土曜日             |
| 2004年3月29日 | 2006年3月31日 | すぽると!                            | パートナー担当       | 平日               |

バラエティ・特別番組・その他
- FNSの日 - 第13回の提供読み、第15回・第16回では進行アナとしても出演
- 森田一義アワー 笑っていいとも!（1999年10月-2003年9月） - テレフォンアナウンサー
- セリエAダイジェスト
- さんまの天国と地獄
- CX-NUDE DV（2000年4月-2001年3月）
- F1 MONOコック（2000年4月-2001年3月）
- プロ野球ニュース（2001年3月31日） - 最終回に出演
- トリビアの泉 〜素晴らしきムダ知識〜（2005年1月1日） - この番組のパネラーではフジテレビのアナウンサーの中で唯一の出演
- プロ野球珍プレー好プレー大賞
- メントレG（2006年3月31日） - 高島彩アナとともに、ゲスト出演
- FOOTBALL CX

### 過去の出演番組（フジテレビ退社後）

#### テレビ（過去の出演番組）
- ジャンクSPORTS - フジテレビ（2001年4月-2010年3月21日） - 同期・大橋マキの後任アシスタント（フジアナ時代から出演）
- グータンヌーボ - 関西テレビ（2006年4月12日-2009年9月30日） - 司会（タレント扱い）、フジテレビ退社後初のレギュラー番組
- アーシストcafe 緑のコトノハ - BS朝日（2007年4月30日 - 2012年9月28日）　- ナレーション
- 地球感動配達人 走れ!ポストマン - MBS制作・TBS系（2008年10月19日-2009年9月20日） - 司会。フジテレビ系以外のテレビ局で初のレギュラー番組。
- タモリのジャポニカロゴス - フジテレビ（2005年1月-2008年9月） - 司会（フジアナ時代から出演）
- FNS5000番組10万人総出演 がんばった大賞 - フジテレビ（2003年秋-2005年春・2006年春-2007年秋） - 司会（フジアナ時代から出演）
- 一攫千金ヤマワケQ! "責任者はお前だ!" - ABC制作・テレビ朝日系 - 第4回（2008年7月1日放送）・第5回（2008年10月7日放送）で司会を務める。第4回では出題ナレーションも兼任。また、フジテレビ以外のテレビ局で初めて司会を担当。
- 天才をつくる!ガリレオ脳研 - テレビ朝日（2009年11月14日 - 2011年8月13日）　- 司会
- 芸能界ドッキリ辞典　目で見る! ことばショー　- 読売テレビ制作・日本テレビ系（2010年12月23日） -　久本雅美、千原ジュニアと共同司会
- テレビでドイツ語 - NHK Eテレ（2011年3月29日 - 9月20日、2012年10月2日 - 2013年3月19日(前年度の再放送)） - ナビゲーター（司会、生徒役）
- ザ・プライムショー - WOWOW（2011年10月3日 - 2012年11月26日[8]、2013年4月1日 - 9月23日） - 月曜MC
- 暮らしに役立つ!家電の学校 - BSジャパン（現：BSテレ東）（2011年10月5日 - 2013年1月9日[9]）　- ナビゲーター（司会）
- 暮らしの学校〜もっと知りたい!住まいと家電〜 - BSジャパン（2013年4月13日-2014年3月29日） - 司会
- 趣味Do楽「ボールペンだけで描ける!簡単&かわいいイラスト」 - NHK Eテレ（2014年6・7月期(全9回)） - 生徒役
- 内田恭子のココットクッキング! - BS-TBS（2014年9月(全4回)）
- 内田恭子のBeautiful Life〜美女の流儀〜 - BSフジ（2017年10月10日 - 2018年9月18日） - 司会、ナレーター
- 日経スペシャル 未来世紀ジパング〜沸騰現場の経済学〜 - テレビ東京（2017年12月18日 - 2018年5月2日） - 進行役[10]
- グレイテストTVショー〜ブラウン管が生んだスターたち〜エンターテイナー編 - フジテレビ（2019年3月28日） - 司会
- 東京2020オリンピック 新体操・団体決勝 - BSフジ4K[11] - キャスター[12]
- 名医に聞きたい〜ヘルシー・ライフのすすめ〜 - BS朝日（2019年11月9日 - 2020年3月14日、2020年11月7日 - 2021年3月13日、2021年8月28日 - 2022年2月26日） - 司会、聞き手
- ゴゴスマ -GO GO!Smile!-（CBCテレビ、2022年3月- ） - 水曜コメンテーター

##### ドラマ
- 大河ドラマ 軍師官兵衛（2014年8月3日、NHK総合） - 市役
- IP〜サイバー捜査班 IP_8・IP_FINAL（2021年9月9日 - 9月16日 、テレビ朝日） - キャスター役

#### ラジオ
- 内田恭子のGoodDay GoodNight - ニッポン放送（2006年10月8日-2007年4月1日）
- 内田恭子のウチ・ココ〜ウチだけ、ココだけの話 - TOKYO FM（2007年5月6日-2016年3月27日）

#### 吹き替え
- glee（シーズン2） - ケイティ・クーリック（第11話ゲスト）役

### CM
- 日本民間放送連盟「アテネオリンピックキャンペーン」（柴田倫世（日本テレビ・当時）・小倉弘子（TBSテレビ）・武内絵美（テレビ朝日）・大橋未歩（テレビ東京）と共演）
- 資生堂「TSUBAKI」 女優編（ナレーション）、OL編（ナレーション、カメオ出演）、新春編
- 日清食品「ごんぶと」「カップヌードルライト」
- 全日本空輸、中国線就航20周年（2007年） 福原愛と共演。
- 三菱自動車工業、環境広告 i MiEV（2007年）
- 第一三共ヘルスケア「プレコール持続性カプセル」（2007年度 - 2011年度、2011年度は塚本高史と共演）
- 麒麟麦酒「キリン コクの時間」（2009年）
- ジュピターテレコム「J:COM　外国人プレス篇、のぼせてます（海外）篇」（2009年 - 2011年）
- ACジャパン「今、わたしができること・呼びかけ篇D」（2011年、江口洋介・為末大と共演）
- ニベア花王「ニベア クリームケア　ボディウォッシュ 誕生編」（2015年 - 2017年）
- NTTドコモ「ドコモオンラインショップ『満足度編』・『バッテリー切れ編』」（2022年）
- メガネスーパー「トータルアイ検査で本当に合うメガネをあなたへ」篇 ・「人とメガネの、新しい関係」篇」（2022年）

#### その他
- 法務省『人権啓発ビデオ』 - ナビゲーター

## 連載
- 内田恭子のうっとり・おっとりチャレンジ（Domani、小学館）
- 内田恭子と高須光聖のTable Talk（GQ JAPAN、コンデナスト・ジャパン）

## 雑誌
- 「LEE」8月号（集英社、7月7日発売）
- 『マリオン21』（朝日新聞　7月10日夕方版）
- ユナイテッド航空機内誌『私の大切』掲載（7月10日 - 9月9日機内搭載分）
- 「美的」9月号「内田恭子の美的×知的対談」（小学館、7月23日発売）
- TSUTAYAフリーペーパー「V.A.」（全国のTSUTAYAにて2008年7月24日より配布）
- 「ロクシタンの秘密」　（枻出版社、8月1日発売）
- 『Domani』9月号連載『3歩さがって黒ネコ。』　（小学館、8月1日発売）

## 著書
- 「内田恭子のやさしいおもてなし」（ワニブックス、2007年12月20日発売）
- 「チョコレートと犬とベッド」（幻冬舎、2008年6月27日発売）